# Era (projekt muzyczny)
Era (stylizowany zapis: +eRa+, pełna nazwa: Enminential Rhythm of the Ancestors) – projekt muzyczny francuskiego gitarzysty i kompozytora Érica Léviego, jednego z przedstawicieli nurtu ambient/new age. Zasłynął on z pieśni wykonywanych w sztucznym języku zbliżonym do łaciny.
Era jest jednym z najlepiej znanych, oprócz Deep Forest i Enigmy, projektów tego typu.

## Historia
Projekt Era powstał w latach 1995–1997. Pierwszy album zatytułowany „Era” ukazał się w roku 1996. Zasłynął przede wszystkim dzięki kompozycji „Ameno”. W ciągu 12 miesięcy sprzedano we Francji 2 miliony egzemplarzy tej płyty, a tyle samo rozeszło się w innych krajach. Muzyka na drugi krążek, „Era 2” (2000), została skomponowana na Malej Stranie, najstarszej części Pragi, gdzie tym razem Levi szukał inspiracji. Album zapowiadał utwór „Divano”.
Album „The Mass” premierę miał w marcu 2003 roku. Znajdujący się tam utwór „The Champions” został już nagrany po koreańsku przez Sumi Jo. Natomiast kompozycja tytułowa oparta została na motywach z Carmina Burana Carla Orffa.
W listopadzie 2004 roku ukazała się płyta „The Very Best Of Era” – pierwsza, zawierająca wszystkie przeboje grupy. Również po raz pierwszy Era w albumie zaprezentowała remiksy wybranych kompozycji, w tym „Looking For Something”, w wersji Darrena Tate’a.
W 2008 roku ukazał się czwarty album Ery – „Reborn”.

## Dyskografia
Albumy
| Era                         | - Data: 1996 - Wydawca: Mercury             | 1 | 41 | 4  | 1  | 52 | 2  | 2  | 1  | 2  | - FRA: diamentowa płyta - FIN: platynowa płyta - GER: platynowa płyta - SWE: złota płyta |
| Era 2                       | - Data: 21 czerwca 2000 - Wydawca: Mercury  | 2 | 23 | 13 | 8  | –  | 10 | 4  | 29 | 12 | - FRA: platynowa płyta                                                                   |
| The Mass                    | - Data: 27 lutego 2003 - Wydawca: Mercury   | 4 | 17 | 10 | 10 | 1  | –  | 2  | –  | 53 | - FRA: platynowa płyta                                                                   |
| Reborn                      | - Data: 15 kwietnia 2008 - Wydawca: Mercury | 6 | –  | –  | –  | 25 | –  | 18 | –  | —  | - ROS: złota płyta                                                                       |
| Arielle Dombasle by Era     | - Data: 1 lipca 2013 - Wydawca: Mercury     | – | –  | –  | –  | –  | –  | –  | –  | —  |                                                                                          |
| The 7th Sword               | - Data: 2017 - Wydawca: Decca               | — | —  | —  | —  | —  | —  | —  | —  | —  |                                                                                          |
| The Live Experience         | - Data: 2022 - Wydawca: -                   | — | —  | —  | —  | —  | —  | —  | —  | —  |                                                                                          |
| "—" album nie był notowany. |                                             |   |    |    |    |    |    |    |    |    |                                                                                          |

Kompilacje
| The Legend                  | - Data: 5 grudnia 2000 - Wydawca: Mercury       | 56 | –  | –  | –  | —  |                        |
| The Very Best of Era        | - Data: 3 listopada 2004 - Wydawca: Mercury     | –  | 11 | 12 | 12 | 13 | - FRA: platynowa płyta |
| Classics                    | - Data: 2 listopada 2009 - Wydawca: Mercury     | 3  | –  | 14 | –  | 27 | - FRA: platynowa płyta |
| Classics II                 | - Data: 18 października 2010 - Wydawca: Mercury | 14 | –  | –  | –  | 37 |                        |
| The Essential               | - Data: 3 sierpnia 2010 - Wydawca: Mercury      | –  | –  | –  | –  | 31 |                        |
| "—" album nie był notowany. |                                                 |    |    |    |    |    |                        |

Single
| „Ameno”                      | 1996 | 5  | 5 | 12 | 2  | - POL: platynowa płyta | Era      |
| „Mother”                     | 1997 | 38 | – | –  | 36 |                        | Era      |
| „Enae Volare Mezzo”          | 1998 | 45 | – | –  | —  |                        | Era      |
| „Misere Mani”                | 1998 | –  | – | –  | —  |                        | Era 2    |
| „Infanati”                   | 2000 | –  | – | –  | —  |                        | Era 2    |
| „Divano”                     | 2000 | –  | – | –  | —  |                        | Era 2    |
| „Don't U”                    | 2001 | –  | – | –  | —  |                        | The Mass |
| „Looking For Something”      | 2003 | –  | – | –  | —  |                        | The Mass |
| „The Mass”                   | 2003 | –  | – | –  | —  |                        | The Mass |
| „Don’t Go Away”              | 2003 | –  | – | –  | —  |                        | The Mass |
| „Kilimandjaro”               | 2008 | –  | – | –  | —  |                        | Reborn   |
| "—" singel nie był notowany. |      |    |   |    |    |                        |          |